# Luxovios
Dans la religion gallo-romaine, Luxovios, latinisé en Luxovius était le dieu des eaux de Luxeuil-les-Bains, vénéré en Gaule. Il avait comme épouse Bricta. Le sanctuaire thermal de Luxeuil met en évidence l'adoration d'autres divinités, un cavalier portant une roue solaire et Sirona, une déesse associée aux sources curatives.

## Inscriptions
Luxovius est enregistré dans les deux inscriptions suivantes, toutes les deux de Luxeuil-les-Bains :
[Lus]soio / et Brictae / Divixti/us Cons/tans / v(otum) s(olvit) <l=T>(ibens) m(erito) (CIL 13, 05425)
Luxovio / et Brixtae / G(aius) Iul(ius) Fir/manus / v(otum) s(olvit) l(ibens) m(erito) (AE 1951, 00231; CIL 13, 05426)